# Boussoit
Boussoit, Boussoit-sur-Haine (wa. Bouswa) – dzielnica (section) miasta La Louvière w Belgii, w Regionie Walońskim, w prowincji Hainaut, w okręgu La Louvière. 1 stycznia 2020 roku liczyła 1159 mieszkańców. Do 31 grudnia 1976 samodzielna gmina.

## Demografia
Liczba mieszkańców, stan na 1 stycznia:
| Rok                | 1930 | 1947 | 1961 | 2020 |
| ------------------ | ---- | ---- | ---- | ---- |
| Liczba mieszkańców | 1037 | 1667 | 1174 | 1159 |